# The Girl Is Mine
„The Girl Is Mine“ je píseň amerického zpěváka Michaela Jacksona a anglického hudebníka Paula McCartneyho, jež vyšla 18. října 1982 jako první singl z alba Thriller. Píseň byla nahrána ve Westlake Studios v Los Angeles. Rok před tím nahráli Jackson a McCartney písně „Say Say Say“ a „The Man“ pro pozdější album Pipes of Peace (1983).
Singl se dostal na druhou pozici v žebříčku Billboard Hot 100 a na osmou pozici v žebříčku UK Singles Chart.